# 魚子精華
魚子精華（Black Caviar，2006年8月18日出生）是一匹已退役澳洲出生的純種競賽馬匹，由莫德訓練，是2010年代澳洲最有實力的短途雌馬，至今為止25戰全勝。

## 競賽生涯
魚子精華在周歲的殷利殊拍賣會中以21萬澳元成交。首先在4月8日角逐費明頓的讓賽以五個馬位大勝。再於五月的藍寶石錦標中以六個馬位勝出。在兩歲兩戰兩勝。
魚子精華在三歲勝出三場賽事，首先勝出一場表列賽，接著首戰分級賽丹山錦標，雖然起步出現問題，但是魚子精華仍能力追，趕及在終點前超越徵求勝出。不過魚子精華出現受傷，錯過其他賽事，其直到2010年1月22日的澳洲錦標復出再以兩個馬位大勝。接著出現腿傷，未能角逐餘下賽事。
魚子精華在10月9日的史利士錦標復出，首先在史利士錦標以一個多馬位而回，接著在滿利谷馬場的玉泉錦標，面對熱門丹駒等強勁對手下，以五個馬位大勝，之後挑戰一級賽。魚子精華在11月6日出戰柏天勒育馬場經典賽，首次出戰一級賽的牠將要面對名冊及重要證人等一級賽冠軍馬匹，騎師勞倫停賽，由年輕騎師苗康民代替，在名冊表現失準下，魚子精華以四個馬位大勝而回。在2010年的國際賽馬聯盟公佈的年終評分，以123分評為最佳草地短途馬。
2月19日魚子精華再於大賽賽期復出，在閃電錦標大勝3個馬位後，於3月12日角逐讓賽新市場讓賽，魚子精華雖然負磅是全場最重，但是在該賽事造出了1分7秒36的上佳時間，離場地紀綠時間尚差0.20秒。在該賽事後魚子精華的國際評分高達130分，是短途馬類別最高，也是澳洲賽駒首次成為國際評分冠軍。在3月25日的滿利谷威廉烈特錦標，於短直路下一度被水晶百合帶離，但是魚子精華不久就把對手追過。
隨著十一連勝，馬迷對魚子精華遠征外國呼聲越來越高，有傳魚子精華角逐皇家雅士谷賽事，但莫德表示於2012年才會考慮遠征英國。終於在維多利亞省大賽賽期過後，莫德讓魚子精華離開維多利亞省，在悉尼的蘭域馬場參與斯密富錦標，在該賽事中，名冊一改以往的跑法，跟隨水晶百合，並於直路帶出，一度使魚子精華無以為繼，但魚子精華沒被名冊帶離，終趁對手力弱後過趕對手勝出。接著魚子精華前往布里斯本，參加東奔馬場的BTC盃，結果以兩個馬位擊敗名冊 。原定魚子精華增程1350米角逐東奔一萬大賽，但是受傷的關係，練馬師決定不讓牠冒險，留待2011年秋季角逐重要賽事。
魚子精華的全勝佳績使牠成為2010-11年度的澳洲馬王。魚子精華於史利士錦標復出，以四個多馬位大勝。兩星期後再於另一場二級賽玉泉錦標輕勝而回。原柏天勒育馬場經典賽，有機會與印度戰士交手，但是對方退出，結果再一次被魚子精華輕鬆取得勝利，原定魚子精華考慮角逐雅士閣馬場舉行的冬盡錦標，但因為長途跋涉等問題取消。魚子精華改在2012年一月出戰澳洲錦標，結果以接近三個馬位輕鬆取勝。
2月11日增程角逐柯爾錦標，當天維多利亞賽馬會開放馬迷免費進場，縱使初戰1400米，仍然成為壓倒的大熱門，面對慢步速下，直路初段已將前領馬超越，以3個馬位擊敗考菲爾德盃冠軍南方快駒。一星期後，莫德安排角逐閃電錦標，面對老對手名冊，魚子精華不讓對手帶出更遠，在200米輕按下帶離對手，取得19連勝，平了澳紐賽駒在都市馬場十九連勝的紀錄。
休息兩個多月後，魚子精華在南澳萬富圍馬場復出，角逐只供雌馬參賽的羅拔桑士達錦標，魚子精華轉直路前取得優勢，輕鬆以四個馬位大勝而回。接著魚子精華繼續留在南澳，角逐古活讓賽，雖然負最重磅上陣，但所面對對手不怎強，結果魚子精華在騎師沒有刻意力推下，仍然以一個馬位取得勝利。
6月23日在鑽禧錦標上陣，這是魚子精華首次在澳洲以外地區角逐，賽前經過30小時的長途飛機到達英國。在英國仍然是一面倒的大熱，當魚子精華在300米左右超越靈勇駿的時候，騎師勞倫以為可以輕勝而回，不過最後終點前收韁卻沒為意兩匹法國馬月影雲霞以及利是大進的追擊，結果在終點前再推騎下魚子精華險勝而回，保住22連勝。
在英國證實馬匹受傷，魚子精華休養了接近半年於2013年2月魚子精華閃電錦標，起步後一直帶出，在300米左右甩開其他對手，以兩個多馬位大勝，打破了保持了25年的1000米場地紀錄時間。3月22日出戰威廉烈特錦標，以4個馬位輕鬆擊敗同馬房紙牌皇后奪魁。接著返回悉尼，角逐施密富錦標，在最後200米把前領馬超越，大勝3個馬位而回。
4月17日莫德決定將魚子精華退役。

## 詳細賽績
| 日期       | 馬場     | 距離   | 級別 | 賽事名稱           | 負重（公斤） | 騎師    | 名次/出馬 | 時間    | 與頭馬距離 | 冠軍（亞軍）    |
| ---------- | -------- | ------ | ---- | ------------------ | ------------ | ------- | --------- | ------- | ---------- | --------------- |
| 18/4/2009  | 費明頓   | 草1000 |      | 兩歲馬公開讓賽     | 53           | J Noske | 1/10      | 56.63   | 5          | (Kwassa Kwassa) |
| 2/5/2009   | 考菲爾德 | 草1200 | L    | 藍寶石錦標         | 57.5         | J Noske | 1/10      | 1:09.76 | 6          | (好缺點)        |
| 22/8/2009  | 滿利谷   | 草1200 | L    | 飛箭錦標           | 56.5         | 勞倫    | 1/5       | 1:11.15 | 3-3/4      | (神奇女郎)      |
| 5/9/2009   | 費明頓   | 草1200 | G2   | 丹山錦標           | 56.5         | 勞倫    | 1/9       | 1:09.96 | 3/4        | (徵求)          |
| 22/1/2010  | 滿利谷   | 草1200 | G2   | 澳洲錦標           | 53           | 勞倫    | 1/5       | 1:10.18 | 2-1/4      | (天使臨門)      |
| 9/10/2010  | 考菲爾德 | 草1000 | G2   | 史利士錦標         | 56.5         | 勞倫    | 1/8       | 56.68   | 1-1/4      | (冬天國王)      |
| 23/10/2010 | 滿利谷   | 草1200 | G2   | 玉泉錦標           | 56.5         | 勞倫    | 1/6       | 1:11.01 | 5-1/2      | (熱爆丹駒)      |
| 6/11/2010  | 費明頓   | 草1200 | G1   | 柏天勒育馬場經典賽 | 56.5         | 苗康文  | 1/7       | 1:07.96 | 4          | (重要證人)      |
| 19/2/2011  | 費明頓   | 草1000 | G1   | 閃電錦標           | 56.5         | 勞倫    | 1/9       | 57.20   | 3-1/4      | (名冊)          |
| 12/3/2011  | 費明頓   | 草1200 | G1   | 新市場讓賽         | 58           | 勞倫    | 1/11      | 1:07.36 | 3          | (水晶百合)      |
| 25/3/2011  | 滿利谷   | 草1200 | G1   | 威廉烈特錦標       | 56.5         | 勞倫    | 1/7       | 1:10.00 | 1-3/4      | (水晶百合)      |
| 9/4/2011   | 蘭域     | 草1200 | G1   | 施萬富錦標         | 56.5         | 勞倫    | 1/11      | 1:08.71 | 3          | (名冊)          |
| 14/5/2011  | 東奔     | 草1200 | G1   | BTC盃              | 56.5         | 勞倫    | 1/8       | 1:08.85 | 2          | (名冊)          |
| 8/10/2011  | 考菲爾德 | 草1000 | G2   | 史利士錦標         | 56.5         | 勞倫    | 1/8       | 56.73   | 4-1/4      | （紙牌皇后）    |
| 22/10/2011 | 滿利谷   | 草1200 | G2   | 玉泉錦標           | 56.5         | 勞倫    | 1/4       | 1:10.13 | 6          | （優游客）      |
| 5/11/2011  | 費明頓   | 草1200 | G1   | 柏天勒育馬場經典賽 | 56.5         | 勞倫    | 1/7       | 1:08.32 | 2-3/4      | (緩衝之計)      |
| 27/1/2012  | 滿利谷   | 草1200 | G2   | 澳洲錦標           | 56.5         | 勞倫    | 1/6       | 1:09.44 | 4-1/4      | (捷達武士)      |
| 11/2/2012  | 考菲爾德 | 草1400 | G1   | 柯爾錦標           | 57           | 勞倫    | 1/9       | 1:25.14 | 3-1/4      | (南方快駒)      |
| 18/2/2012  | 費明頓   | 草1000 | G1   | 閃電錦標           | 56.5         | 勞倫    | 1/9       | 55.53   | 1-3/4      | (名冊)          |
| 28/4/2012  | 萬富圍   | 草1200 | G1   | 羅拔桑士達錦標     | 56.5         | 勞倫    | 1/10      | 1:10.65 | 4-1/2      | (教廷天使)      |
| 12/5/2012  | 萬富圍   | 草1200 | G1   | 古活讓賽           | 57.5         | 勞倫    | 1/9       | 1:10.32 | 1-1/4      | (狂歌熱舞)      |
| 23/6/2012  | 雅士谷   | 草1200 | G1   | 鑽禧錦標           | 127磅        | 勞倫    | 1/15      | 1:14.10 | 馬頭       | (月影雲霞)      |
| 16/2/2013  | 費明頓   | 草1000 | G1   | 魚子精華閃電錦標   | 56.5         | 勞倫    | 1/8       | 55.41   | 2-3/4      | (變革時機)      |
| 22/3/2013  | 滿利谷   | 草1200 | G1   | 威廉烈特錦標       | 56.5         | 勞倫    | 1/7       | 1:11.08 | 4          | (紙牌皇后)      |
| 13/4/2013  | 蘭域     | 草1200 | G1   | 施密富錦標         | 56.5         | 勞倫    | 1/10      | 1:08.71 | 3          | (榮譽肩章)      |

## 血統背景
父系才子在1999年出生，勝出賽事為短途為主，兩歲馬時期曾勝出藍鑽石錦標，並於2003年勝出東奔一萬錦標，配種後以魚子精華最為突出，此外還有Bel Mar曾勝出一級賽。母系Helsinge，出自Desert Sun，未曾出賽，魚子精華是牠的首胎，此外在2009年誕下半弟情深義重贏出考菲爾德堅尼。Helsinge半兄Magnus曾勝出星河錦標。

## 外部連結
- 官方認可馬迷網站